# Exsula
Exsula é um gênero de traça pertencente à família Arctiidae.